# Renosteria hoekoensis
Renosteria hoekoensis är en insektsart som beskrevs av Pieter D. Theron 1984. Renosteria hoekoensis ingår i släktet Renosteria och familjen dvärgstritar. Inga underarter finns listade i Catalogue of Life.